# Lake Discovery
Lake Discovery är en sjö i Antarktis. Den ligger i Östantarktis. Nya Zeeland gör anspråk på området. Discovery ligger 322 meter över havet.